# Afarski trikotnik
Afarski trikotnik (imenovan tudi Afarska depresija) je geološka depresija, ki jo povzroča Afar Triple Junction, ki je del Velikega tektonskega jarka v vzhodni Afriki. Regija je razkrila fosilne primerke najzgodnejših homininov; to je najzgodnejši v človeškem kladu in nekateri paleontologi menijo, da je zibelka evolucije ljudi. Depresija se prekriva z mejami Eritreje, Džibutija in celotne regije Afar v Etiopiji; in vsebuje najnižjo točko v Afriki, jezero Assal, Džibuti, na 155 m pod morsko gladino.
Reka Avaš je glavni vodni tok v regiji, vendar med letno sušno sezono presahne in se konča kot veriga slanih jezer. Severni del Afarske depresije je znan tudi kot Danakilska depresija. Nižine so izpostavljene vročini, suši in minimalnemu kroženju zraka ter vsebujejo najbolj vroča mesta (celoletne povprečne temperature) kjer koli na Zemlji.
Afarski trikotnik meji na naslednji način (glej topografski zemljevid): na zahodu z Etiopsko planoto in pečino; na severovzhodu (med njim in Rdečim morjem) z blokom Danakil; na jugu s somalsko planoto in pečino; in na jugovzhodu z blokom Ali-Sabieh (meji na somalsko planoto).
V regiji Afar obstaja veliko pomembnih nahajališč fosilov, vključno z regijo Dolina ob spodnjem toku reke Avaš in najdišči Hadar, Dikika in Voranso-Mile. Na teh najdiščih so bili najdeni primerki najzgodnejših (fosilnih) homininov in kulture človeških orodij, pa tudi številni fosili različnih rastlinskih in živalskih vrst.

## Okolje
Dallol v Danakilski depresiji je eno najbolj vročih krajev vse leto na Zemlji. Večji del leta ni dežja; letno povprečje padavin se giblje od 100 do 200 mm, bližje obali pade še manj dežja. Povprečne dnevne temperature v Dallolu so se gibale od 30 °C januarja do 39 °C julija v šestih letih opazovanj od 1960 do 1966.
Reka Avaš, ki teče proti severovzhodu skozi južni del regije Afar, zagotavlja ozek zeleni pas, ki omogoča življenje flori in favni na tem območju ter Afarjem, nomadskemu ljudstvu, ki živi v puščavi Danakil. Približno 128 kilometrov od Rdečega morja se Avaš konča v verigi slanih jezer, kjer njen vodni tok izhlapi tako hitro, kot se napaja. Približno 1200 km² Afarske depresije pokrivajo nahajališča soli, rudarjenje soli pa je glavni vir dohodka za številne skupine Afarcev.
Biom Afarske depresije je označen kot puščavsko grmičevje. Vegetacija je večinoma omejena na rastline, odporne na sušo, kot so majhna drevesa (npr. vrsta zmajevega drevesa), grmičevje in trave. Divje živali vključujejo številne rastlinojede živali, kot so Grévyjeva zebra, Soemmerringova gazela, bajza in predvsem zadnja populacija afriškega divjega osla (Equus africanus somalicus), ki je sposobna preživeti.
Med pticami so noj, endemični lokostrelski škrjanec, tajnik, arabska droplja in orjaška droplja, abesinska zlatovranka in čobasti francolin (Ortygornis sephaena)). V južnem delu nižine leži rezervat divjih živali Mille-Serdo.
Afarski trikotnik je zibelka najzgodnejših homininov. Vsebuje paleoarheološko okrožje, ki vključuje regijo Middle Awash in številna prazgodovinska najdišča fosilnih homininov, vključno s: hominidi in možnimi hominini, Ardi ali Ardipithecus ramidus in Ardipithecus kadabba, glej spodaj; lobanjski hominin Gawis iz Gone; več najdišč najstarejših kamnitih orodij na svetu; Hadar, najdišče Lucy, fosiliziranega primerka Australopithecus afarensis; in Dikika, mesto fosiliziranega otroka Selama, hominina avstralopiteka.
Leta 1994 je Tim D. White v bližini reke Avaš v Etiopiji našel takrat najstarejšega znanega človeškega prednika: 4,4 milijona let starega Ara. ramidus. Skoraj 15 let je trajalo, da so primerek varno izkopali, ohranili in opisali ter pripravili objavo dogodka.

## Geologija
Afarska depresija je produkt tektonskega stičišča s tremi prelomi (Afar Triple Junction), kjer se širijo grebeni, ki tvorijo Rdeče morje in Adenski zaliv, izstopijo na kopnem in se srečajo z Velikim tektonskim jarkom. Stičišče teh treh plošč zemeljske skorje je blizu jezera Abbe. Afarska depresija je eno od dveh krajev na Zemlji, kjer je mogoče preučevati srednjeoceanski hrbet na kopnem, drugo pa je Islandija.
Znotraj trikotnika se Zemeljina skorja počasi razcepi s hitrostjo 1–2 cm na leto vzdolž vsakega od treh prelomov, ki tvorijo 'noge' trojnega stičišča. Neposredne posledice so ponavljajoče se sekvence potresov z globokimi razpokami na terenu, dolgimi več sto metrov, in globokim ugrezanjem dna doline čez depresijo. Med septembrom in oktobrom 2005 je prišlo do približno 163 potresov z magnitudami nad 3,9 in vulkanskega izbruha znotraj preloma Afar pri vulkanih Dabbahu in Erta Ale. Približno 2,5 kubičnih kilometrov staljene kamnine je bilo vbrizgano od spodaj v ploščo vzdolž nasipa med globinami 2 in 9 km, zaradi česar se je odprla 8 m široka vrzel na površini, znana kot Dabbahu razpoka.
Podobni izbruhi so se zgodili v Teru in Aura voredas. Razpoka je bila nedavno posneta s tridimenzionalnim laserskim kartiranjem.
Nahajališča soli v regiji so nastala sčasoma, ko je voda iz Rdečega morja občasno preplavila depresijo in izhlapela; zadnja takšna poplava je bila pred približno 30.000 leti. V naslednjih milijonih let geologi pričakujejo, da bosta erozija in Rdeče morje prodrla v visokogorje, ki obkroža Afarsko depresijo, in poplavila dolino. Geologi napovedujejo, da bo v približno 10 milijonih let celotna dolžina 6000 km Velikega tektonskega jarka potopljena, tako da bo nastala nova oceanska kotlina, velika kot današnje Rdeče morje, in ločila Somalijsko ploščo in Afriški rog od preostali del celine.
Dno Afarske depresije je sestavljeno iz lave, večinoma bazalta. Tu je eno od petih zemeljskih jezer lave, Erta Ale, pa tudi vulkan Dabbahu. Predlagano je bilo, da je Afarska depresija pod plaščevim dvigom, velikim dvigom plašča, nenormalno vročega staljenega materiala iz zemeljskega plašča, ki se širi vstran, ko doseže litosfero.